# Kostel svatého Vavřince (Horní Blatná)
Kostel svatého Vavřince v Horní Blatné (okres Karlovy Vary) je farní kostel, který byl postaven v roce 1593 a je kulturní památka České republiky.

## Historie
Horní Blatná byla založena v roce 1532. Jako rok výstavby bývá uváděn buď rok 1493 nebo rok 1538 – stavba nového  dřevěného kostela se školou a špitálem. kostel dřevěný. V roce 1542 byl kostel z důvodu těžby cínové rudy poddolován a zřítil se. Obnoven byl v roce 1564. V letech 1593–1594 byl postaven nový kamenný kostel. V letech 1605–1607 byla přistavěna věž. Její dolní část stojí na původním zdivu kostela se sakristií. V roce 1636 vznikla katolická obec. V letech 1653–1654 odcházely evangelické rodiny (uvádí se na 60 rodin) do Saska.  V roce 1672 se zřítila kostelní věž. V roce 1686 původně evangelický kostel je přesvěcen na katolický a jeho patronem se stal svatý Vavřinec. V letech 1737 byl kostel rozšířen a kolem roku 1754 barokně přestavěn, v roce 1755 byla dostavěna věž. V letech 1993–1997 proběhla rekonstrukce kostela.
V roce 1700 byl ulit nový zvon. V roce 1927 byly vysvěceny nové tři zvony. V letech 1995–2001 byl opraven věžní hodinový stroj.
Kostel svatého Vavřince patří pod Římskokatolickou farnost Horní Blatná, která je sloučena s Římskokatolickou farností Ostrov nad Ohří, Vikariát karlovarský, Plzeňské diecéze. Bohoslužby se konají první týden v měsíci, mše svatá s nedělní platností.

## Popis
Jednolodní orientovaná podélná zděná omítaná stavba se dvěma nárožními osmibokými věžičkami v západním průčelí. Věžičky nesou zvonové helmice. V ose východního průčelí je přisazená hranolová věž v horní části osmiboká, krytá zvonovou helmicí s lucernou. Osmiboká horní část věže je členěna lisenovými rámy. K východnímu boku věže byl přistavěn přístavek, který je členěn římsami a krytý valbovou střechou. Po stranách věže jsou umístěny boční kaple. Loď je kryta mansardovou střechou s vikýři a na hřebenu střech sanktusník s lucernou a krytý cibulovou střechou. Krytina lodi je šindelová, věže jsou kryté plechem. Fasády jsou členěny lisenovými rámy. Východní průčelí o třech osách, v bočních prolomena okna obdélná s půlkruhovým zakončením, střední ose je vchod s pravoúhlým portálem nad nímž se nachází nika s mušlí a sochou svatého Vavřince. Nárožní věžičky mají nad vchody výklenky se sochami Neposkvrněného početí (Immaculata) a Panny Marie s Ježíškem (Madony). Boční stěny lodi jsou opatřeny třemi opěrnými pilíři.

### Interiér
Vnitřek kostela je zaklenut plochostropě a zčásti plackami. Strop je malovaný prkenný se štukovými zrcadly. Podstropní římsa je nesena pilastry, které člení vnitřní stěny lodi. Pilastry mají ornamentálně zdobené hlavice. Kněžiště je odděleno od spodní části věže půlkruhovým portálem s okosenými nárožími. Boční kaple jsou otevřeny do kněžiště, jsou zaklenuty plochostropě a členěné koutovými pilasty. Dřevěná trojramenná kruchta má vypnutý střed a dřevěnou balustrádu. Hlavní oltář z první třetiny 18. století je portálový, jehož střed tvoří oválný reliéf svatého Vavřince a boční sochy svatého Václava a svatého Floriána. V boční kapli na evangelní straně stojí sochařský baldachýnový oltář Piety, v boční kapli na epištolní straně je sochařský baldachýnový oltář se sochou svatého Josefa. Jedna ze dvou patronátních lavic pochází z období po roce 1700 a je zdobená figurálními malbami. Renesanční křtitelnice je cínová a nese nápis o renovaci z roku 1680.

## Galerie

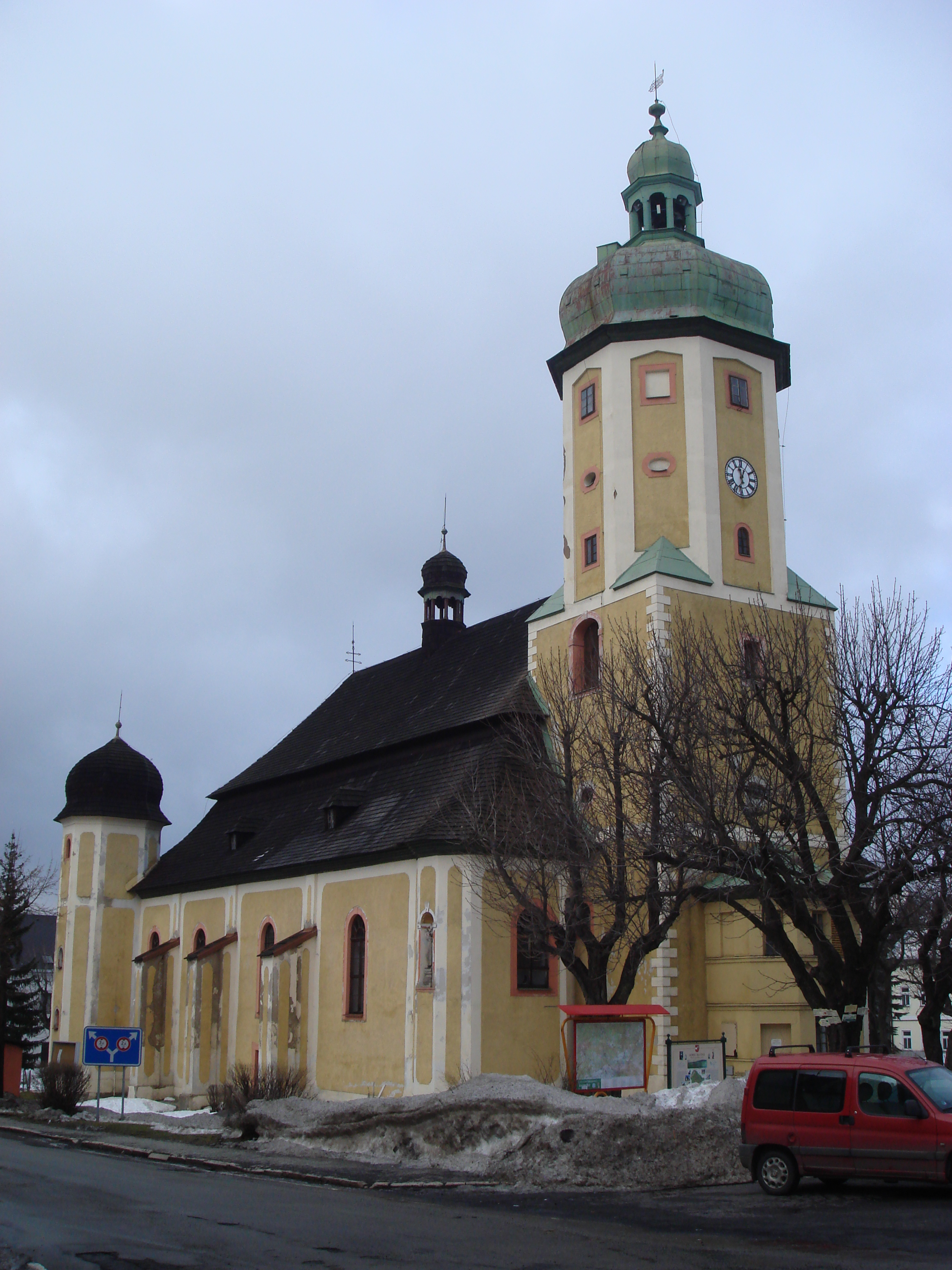
Východní část se vsazenou věží.
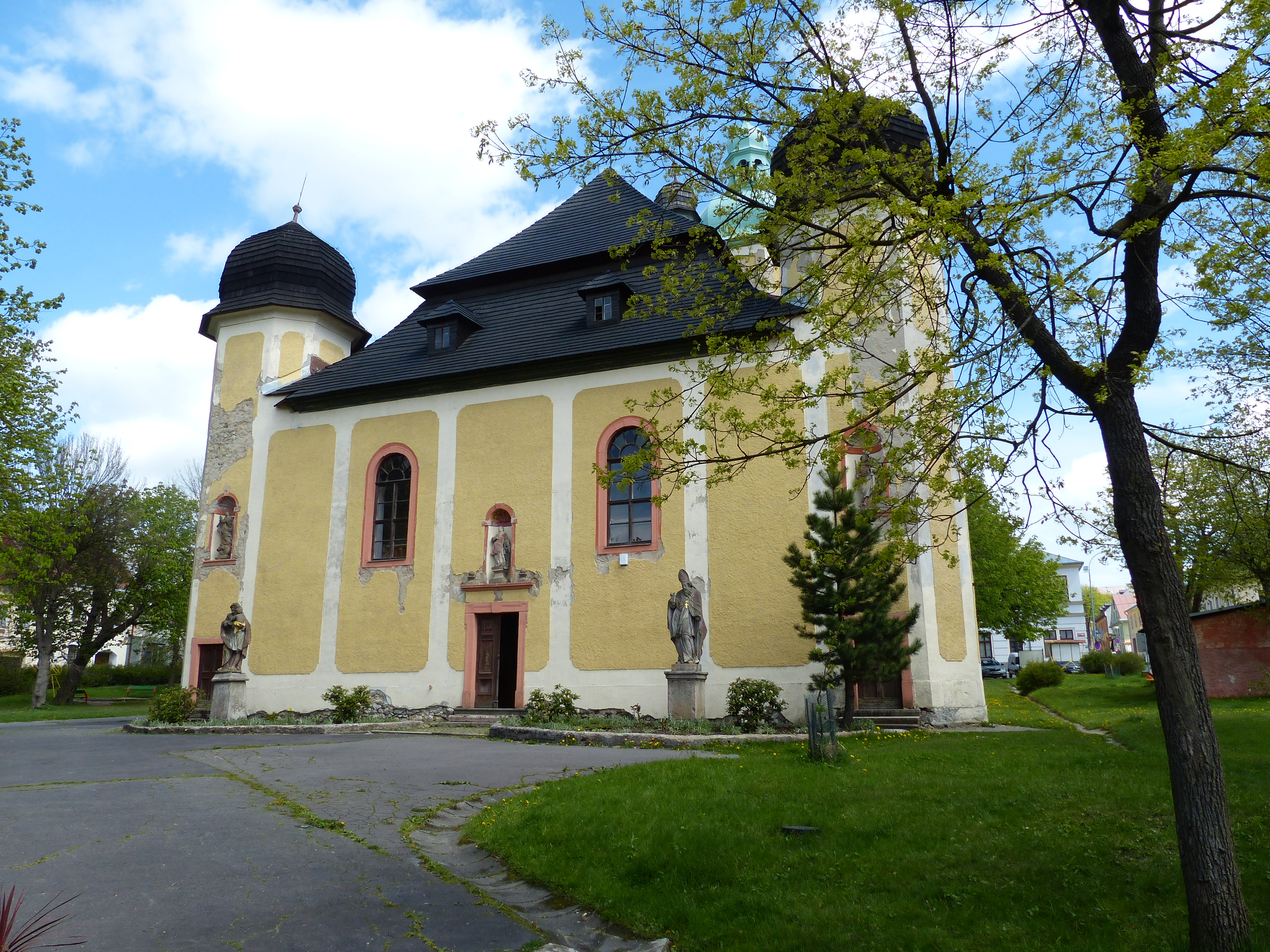
Opravený západní portál a věžemi.
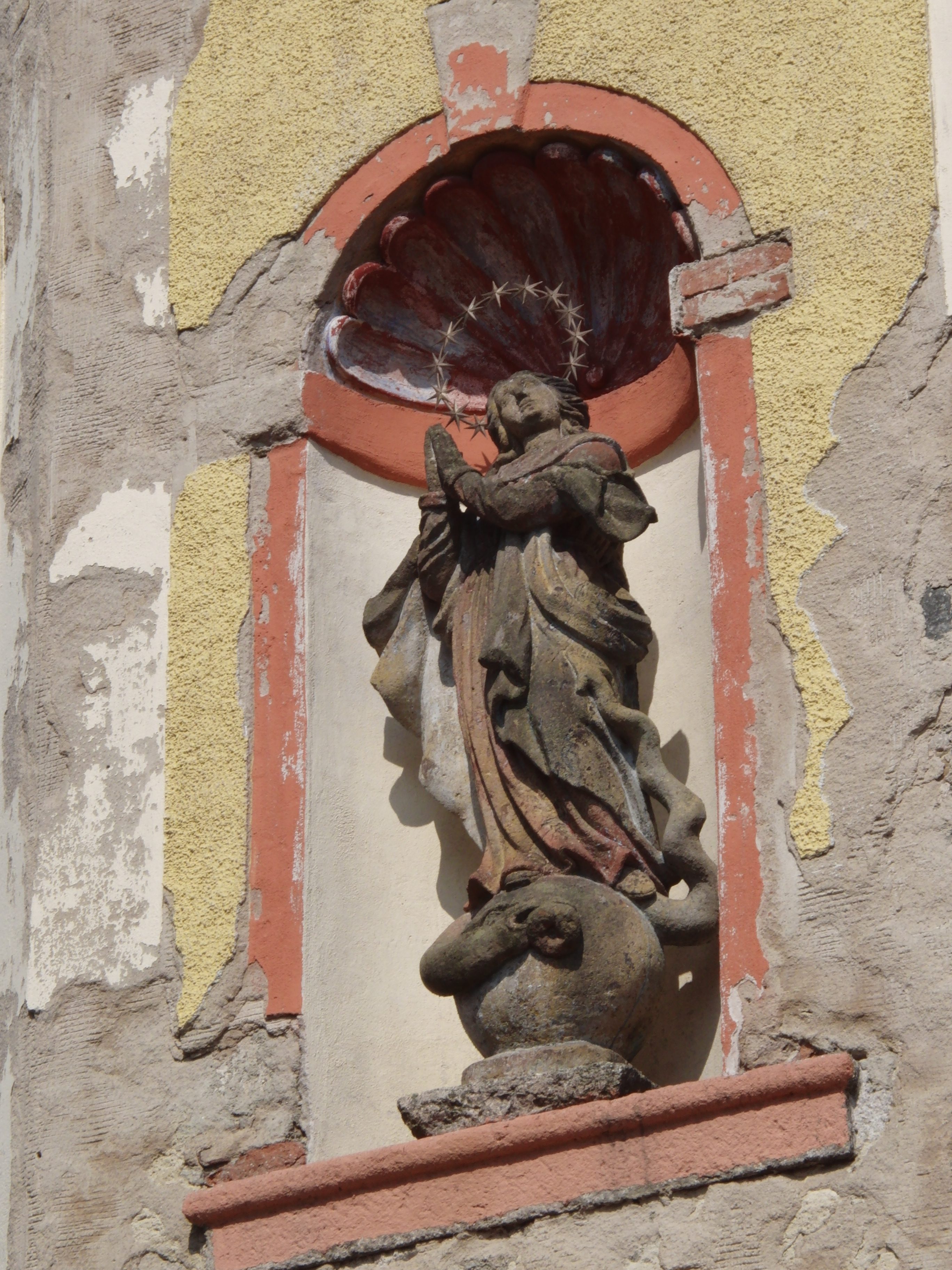
Immaculata
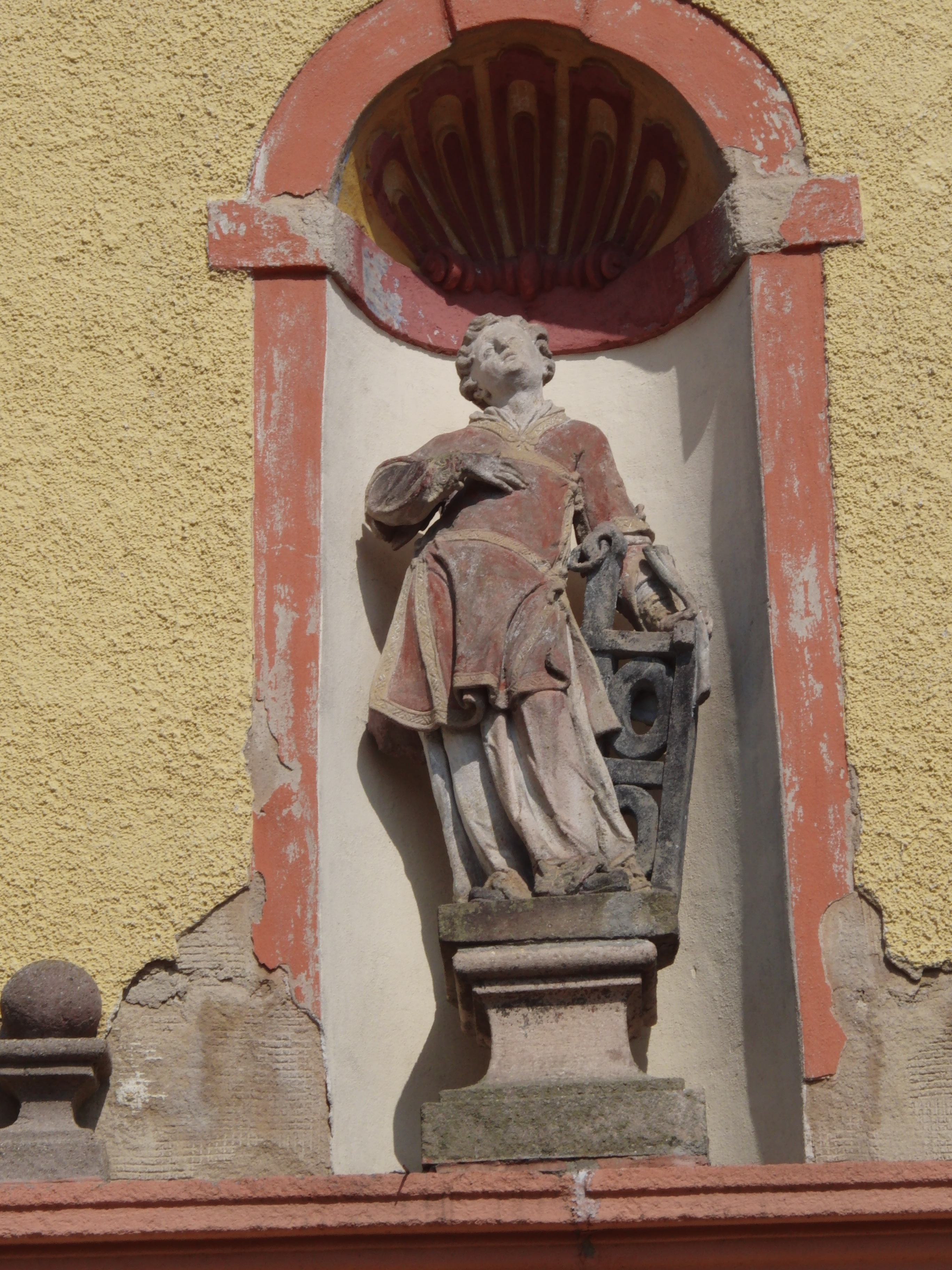
Svatý Vavřinec.
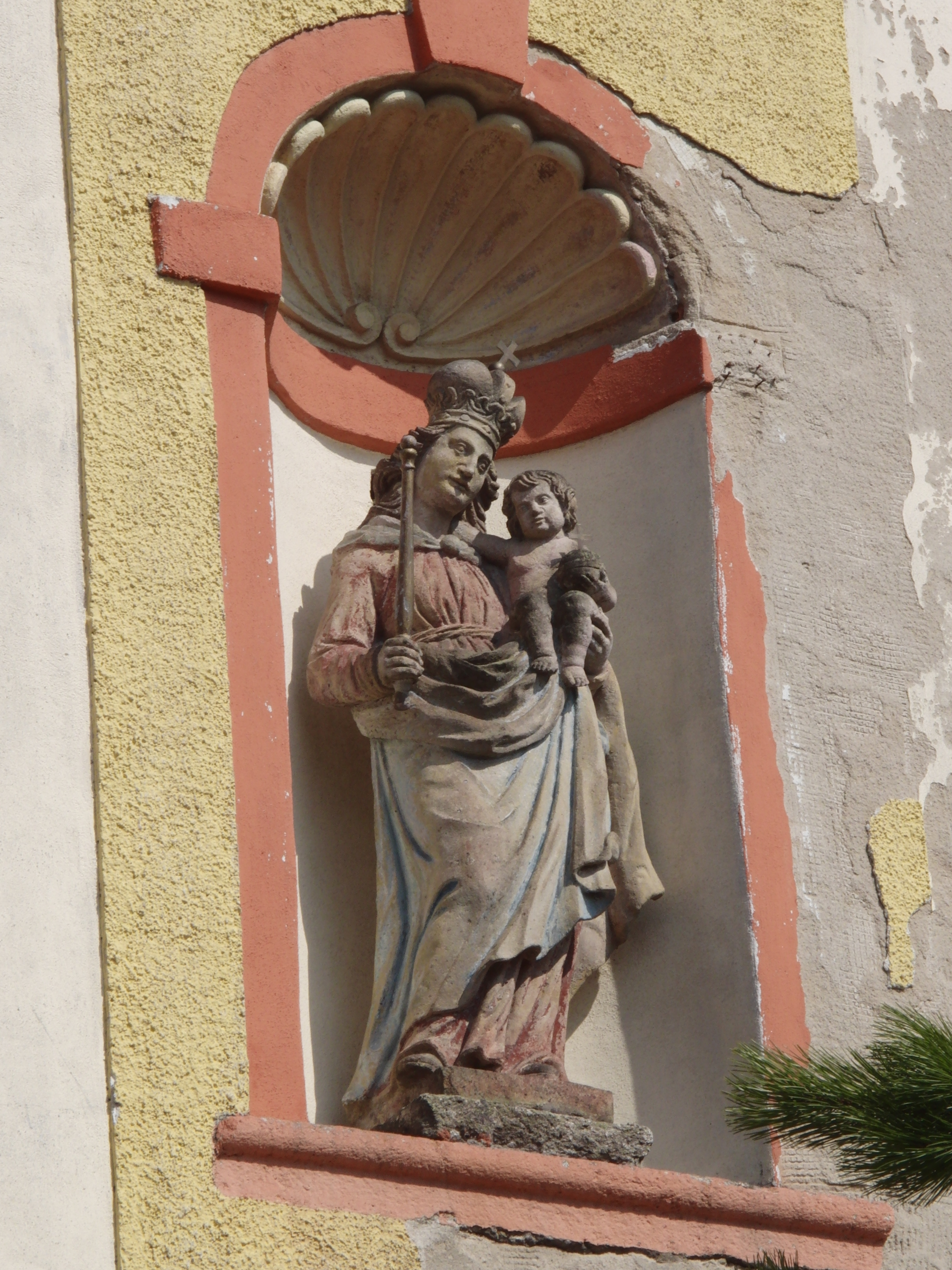
Panna Marie s Ježíškem.
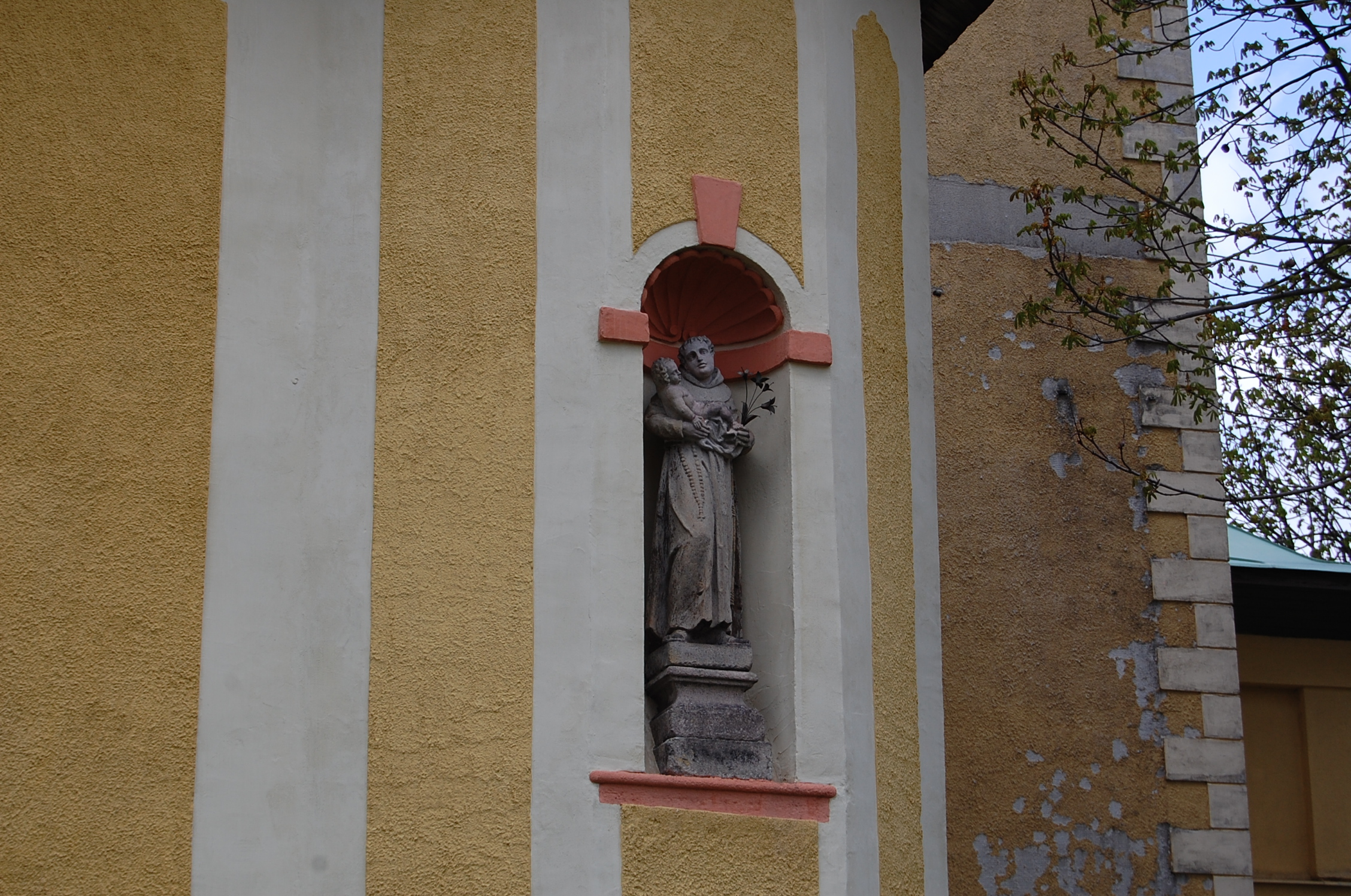
Boční nika se svatým Antonínem.
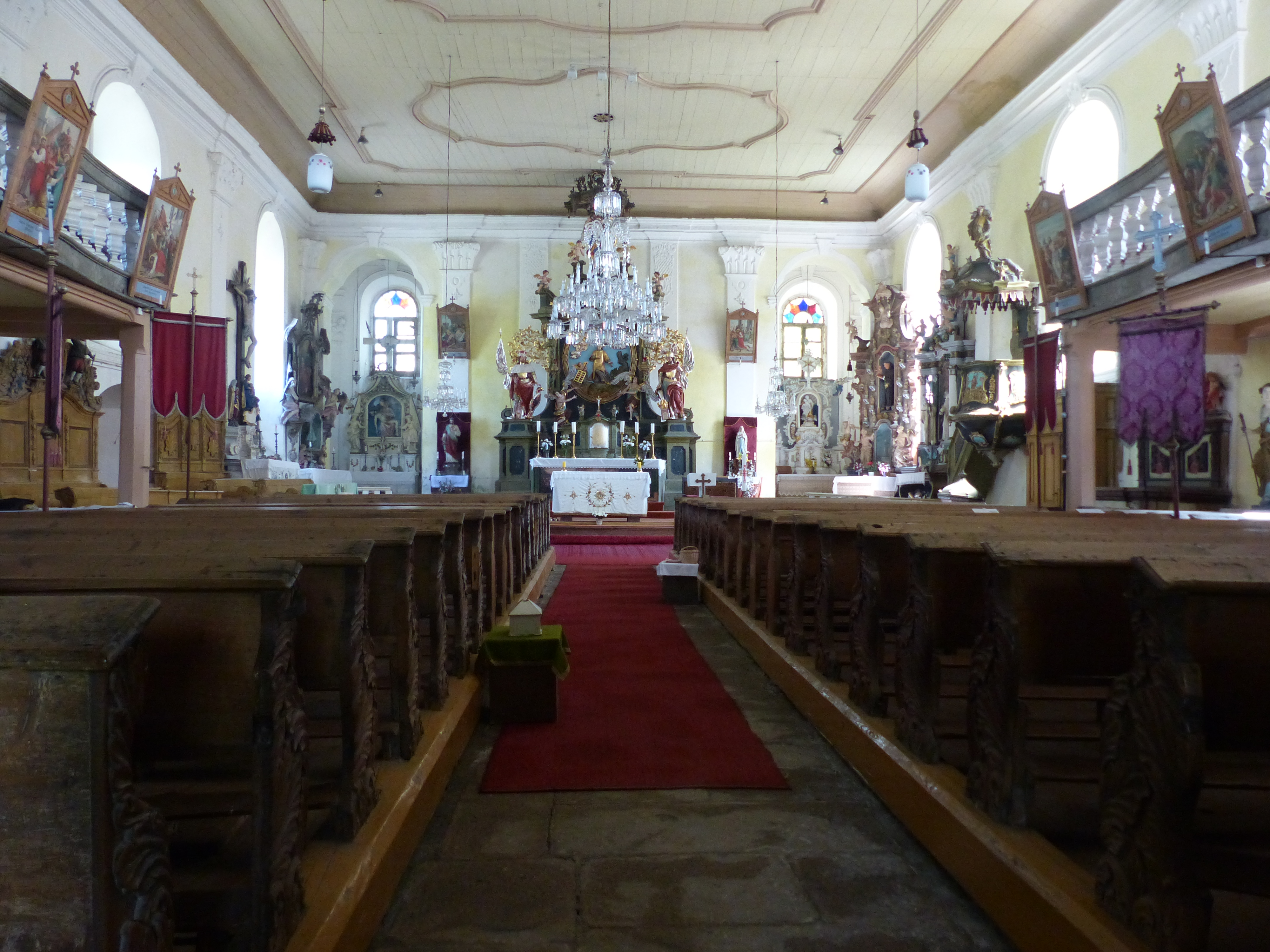
Interier kostela svatého Vavřínce.

Samostatnými kulturními památkami jsou sochy před kostelem sv. Vavřince. Socha svatého Josefa a socha svatého Vojtěcha.

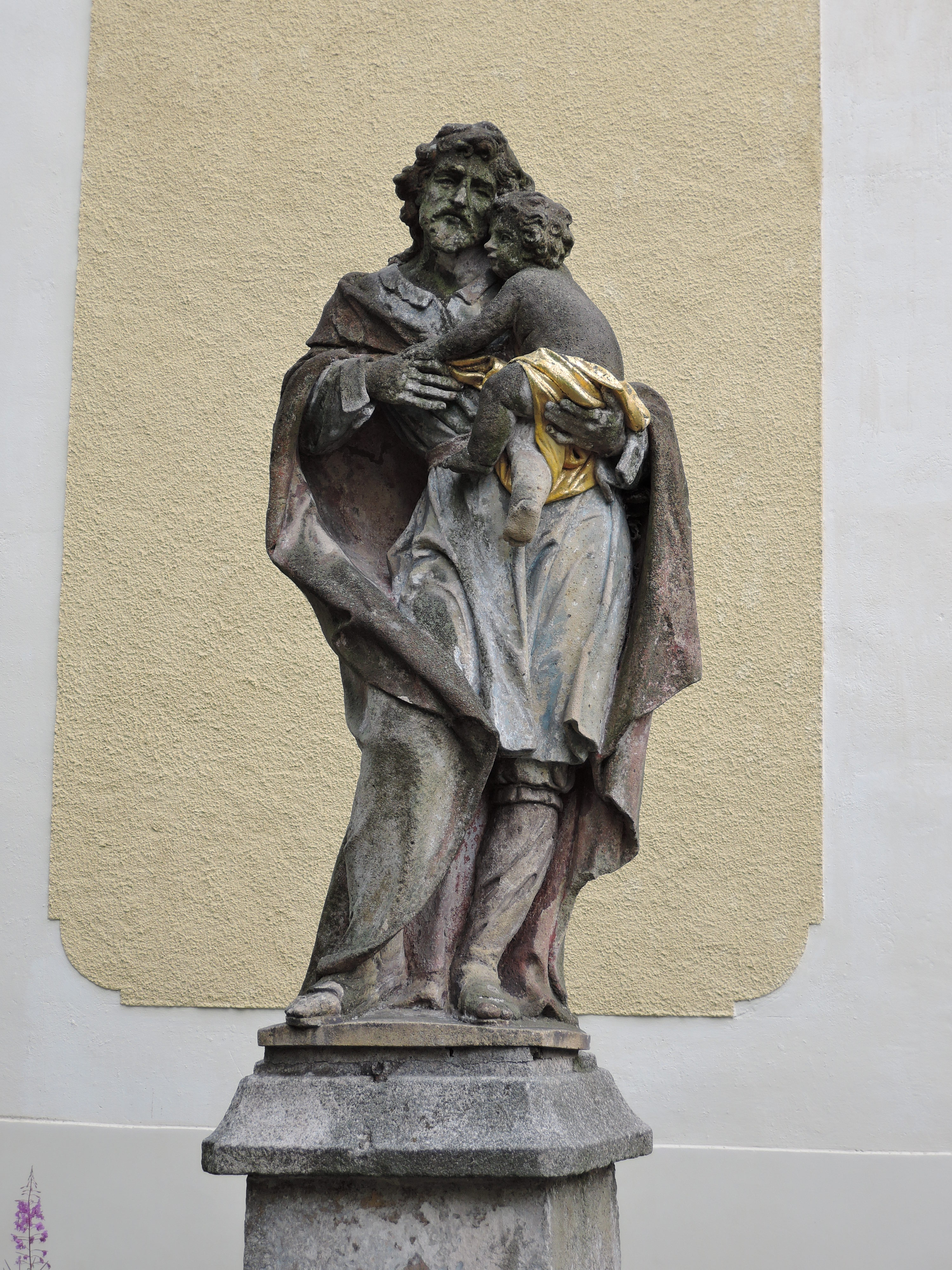
Socha svatého Josefa
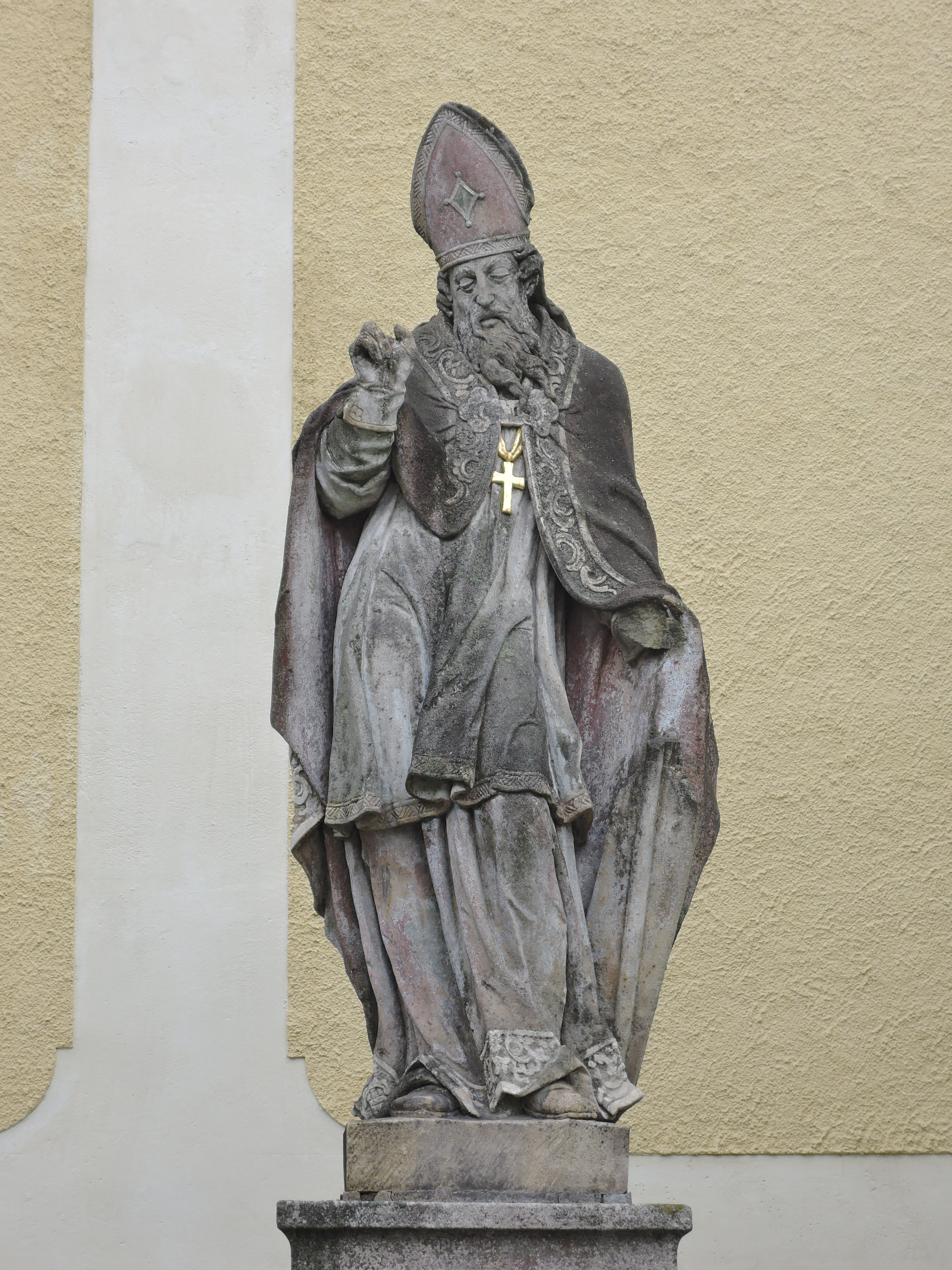
Socha svatého Vojtěcha